# Nederlands Hervormde kerk (Halle)
De Nederlands Hervormde kerk, ook wel de Grote Kerk, is een protestantse kerk in de Nederlandse plaats Halle. De kerk is in 1952 gebouwd naar ontwerp van de architecten K.L. Sijmons, J.H.L. Giesen en P. Zanstra. De kerk verving de Oude kerk van Halle uit 1858 die in de Tweede Wereldoorlog verloren is gegaan. De bakstenen kerk kent een grote toren aan de voorzijde van de kerk en is aan de achterzijde verbonden met de pastorie. In de kerk is een orgel aanwezig van het bedrijf Flentrop.
De kerk is aangewezen als gemeentelijk monument.